# 周觀 (北魏)
周观（？—445年），代郡人，北魏军事人物。
周观骁勇有膂力，每在军阵，一定应募先登。以功績進升为軍将長史，不久转为军将。攻打赫連勃勃有功，赐爵安川子，升任北镇军将。魏太武帝即位，周观参与征讨柔然。昇進为都副将，駐守雲中。神䴥年間，再討柔然，得勝，進爵为侯。征討平凉赫連定，進爵为金城公，转任都将。参与击败離石胡，加散騎常侍之位。转任高平镇将。太平真君初年，率五军至張掖郡讨伐秃发保周。張掖百姓数百家，将要被迁移到平城，周观至武威郡与諸将私分。太武帝大怒，罢黜周观为金城侯，改授内都大官。之后周观担任平南将軍、秦州刺史，復爵金城公。統治秦州失敗，秦州人薛永宗聚众在汾曲反魏。周观讨伐薛永宗，中流矢負傷。太武帝到达蒲坂，周观听说皇帝前来，惊怖而起，疮重去世。太武帝大怒将他剥奪爵位。
其子周豆，初为三郎，转为軍将，担任长乐郡太守时去世。